# Muurainsaari (ö i Norra Savolax)
Muurainsaari är en ö i Finland. Den ligger i sjön Koivujärvi och i kommunen Kiuruvesi i den ekonomiska regionen  Övre Savolax ekonomiska region  och landskapet Norra Savolax, i den centrala delen av landet, 400 km norr om huvudstaden Helsingfors. Öns area är 12,2 hektar och dess största längd är 0,8 kilometer i sydöst-nordvästlig riktning.